# Swesda 2005 Perm
Swesda 2005 Perm (russisch Звезда 2005 Пермь, wiss. Transliteration Zvezda-2005 Perm) ist ein russischer Frauenfußballverein aus Perm. Die erste Mannschaft spielt in der höchsten russischen Liga. Swesda ist der Name einer Tageszeitung aus Perm.

## Geschichte
Der Verein wurde im Jahre 2005 gegründet. In der Saison 2006 nahm Swesda am Spielbetrieb der zweiten Liga teil und wurde Tabellenzweiter. Da der Meister Energija Woronesch auf den Aufstieg verzichtete, rückte Swesda nach. Ungeschlagen wurde die Mannschaft auf Anhieb Meister und sicherte sich gegen FK Rossijanka den russischen Pokal. Ein Jahr später konnte die Mannschaft den Meistertitel verteidigen und blieb während der Saison erneut ungeschlagen. Das Pokalfinale ging jedoch gegen Rossijanka verloren. 2009 wurde mit der erneuten Meisterschaft der Titel-Hattrick perfekt gemacht.
Ungeschlagen und mit nur einem Gegentor erreichte die Mannschaft das Viertelfinale des UEFA Women’s Cup. Dabei konnte Swesda als erste Mannschaft den 1. FFC Frankfurt in der Gruppenphase besiegen. Nach zwei Siegen gegen Brøndby IF und den schwedischen Club Umeå IK stand die Mannschaft im Finale gegen den FCR 2001 Duisburg. Das Finale ging jedoch nach einer deutlichen Heimniederlage und einem Unentschieden in Duisburg verloren.

## Stadion
Heimspielstätte ist das 1969 erbaute Swesda-Stadion. Die Arena bietet Platz für 17.000 Zuschauer und besitzt seit 1995 einen Kunstrasen als Spielfläche. Swesda teilt sich das Stadion mit dem Premjer-Liga-Verein Amkar Perm.

## Erfolge
- Russischer Meister: 2007, 2008, 2009, 2014, 2015, 2017
- Russischer Pokalsieger: 2007, 2012, 2013, 2015, 2016, 2018, 2019